# Sibylla maculosa
Sibylla maculosa är en bönsyrseart som beskrevs av Roger Roy 1996. Sibylla maculosa ingår i släktet Sibylla och familjen Sibyllidae. Inga underarter finns listade i Catalogue of Life.